# Ibanez K5
Ibanez K5 to 5-strunowa gitara basowa, sygnowana przez basistę Korna Reginalda Arvizu. Gitary K5 są dostępne w dwóch kolorach: Transparent Black Flat i Oil Finish. 

IBANEZ K5-TKF
- Mahoniowy korpus
- 5-częściowy gryf z drewna orzechowego lub klonu
- Progi Medium
- Aluminiowy mostek Die Cast EB-7 (16.5mm)
- Przetworniki: ADX5-N i ADX5-B
- Preampy: Vari-Mid III 3-pasmowy equalizer
- Kolor: Transparent Black Flat

IBANEZ K5-OL
- Mahoniowy korpus
- 5-częściowy gryf z drewna orzechowego lub klonu
- Progi Medium
- Aluminiowy mostek Die Cast EB-7 (16.5mm)
- Przetworniki ADX5-N i ADX5-B
- Preampy: Vari-Mid III 3-pasmowy equalizer
- Kolor: Oil Finish